# Aloisio del Liechtenstein
Aloisio del Liechtenstein (nome completo in tedesco Alois Franz de Paula Maria; Praga, 18 novembre 1846 – Vienna, 25 marzo 1920) è stato un politico austriaco.
Cugino di Giovanni II, il suo impegno sociale a favore delle classi lavoratrici nello spirito cattolico della Rerum Novarum di papa Leone XIII, gli valse il soprannome de "Il Principe Rosso" (der rote Prinz).

## Vita e carriera
Come fecero la maggior parte dei famigliari, Aloisio frequentò la Schottengymnasium a Vienna.
Il Principe Liechtenstein fu un politico austriaco e un riformatore sociale. Fu un avversario del liberalismo, servendo nel Reichsrat dal 1878-1889 come membro cattolico conservatore del parlamento. Nel 1881 divenne membro, e dal 1888-1889 fu presidente del conservatore Zentrum-Klub. Nel 1875 conobbe Karl von Vogelsang e nel 1887 entrò in contatto con Karl Lueger, unendosi al partito cristiano sociale (Christlichsozialen Partei) di quest'ultimo quando fu fondato nel 1891. Aloisio, Lueger, Vogelsang e Franz Martin Schindler si incontravano regolarmente all'Hotel Zur goldenen Ente (Golden Duck, Riemergasse 4) nel primo distretto di Vienna, e ci si riferiva ai loro incontri come Enten-Abende (serate d'anatra). Questo gruppo di lavoro diventò il punto di riferimento per le riforme sociali e loro organizzarono la seconda Katholikentag austriaca nel 1889. Da ciò Schindler sviluppò la piattaforma del nascente partito socialista cristiano.  
Rappresentò il partito in parlamento fino al 1911. Lavorò per portare i conservatori cattolici e cristiani socialisti in una coalizione tra 1896-1907 per mantenere i liberali all'opposizione. Dopo la morte di Lueger nel 1910, divenne presidente del partito.  
Dal 1906-1918 fu maresciallo della Bassa Austria. Nel 1911 fu nominato alla Camera Alta (Herrenhaus) ma progressivamente si ritirò dalla vita pubblica per motivi di salute. Si dimise da tutte le cariche nel 1918. Le sue campagne di riforma sociale, scuole religiose (Konfessionsschulen) e legge religiosa era nello Spirito di Papa Leone XIII.
Come Lueger, fu considerato un antisemita.
Egli è sepolto in una tomba nel cimitero centrale di Vienna, il Zentralfriedhof (32A, 54).

## Matrimonio e figli
Sposò in prime nozze a Londra il 27 giugno 1872 Marie Fox, la figlia adottiva di Henry Fox, IV barone Holland e di sua moglie Lady Mary Augusta Coventry, da cui ebbe quattro figlie femmine. Si sposò nuovamente a Vienna il 20 maggio 1890 con Johanna Elisabeth Maria von Klinkosch (Vienna, 13 agosto 1849 - Baden bei Wien, 31 gennaio 1925), figlia del maestro argentiere Josef Carl Ritter von Klinkosch e di sua moglie Elise Swoboda, senza figli.
I suoi figli furono:
- Sofia (1873-1947) ∞ Franz von Uerményi (1853-1934)
- Giulia (1874-1950)
- Enrichetta (1875-1958), che diventò suora
- Maria (1877-1939) ∞ Franz Peter von Meran figlio di Franz von Meran (1868-1949)

## Ascendenza
|                                                             |                             |                                               | Genitori                                                |  |  | Nonni |  |  | Bisnonni                                         |  |  | Trisnonni                  |  |
|                                                             |                             |                                               |                                                         |  |  |       |  |  | Francesco Giuseppe I, Principe del Liechtenstein |  |  | Emanuele del Liechtenstein |  |
|                                                             |                             |                                               |                                                         |  |  |       |  |  | Francesco Giuseppe I, Principe del Liechtenstein |  |  | Emanuele del Liechtenstein |  |
|                                                             |                             | Contessa Maria Antonia di Dietrichstein       |                                                         |  |  |       |  |  | Francesco Giuseppe I, Principe del Liechtenstein |  |  |                            |  |
| Giovanni I Giuseppe, Principe del Liechtenstein             |                             |                                               |                                                         |  |  |       |  |  | Francesco Giuseppe I, Principe del Liechtenstein |  |  |                            |  |
|                                                             |                             | Contessa Leopoldina von Sternberg             | Conte Franz Philipp di Sternberg                        |  |  |       |  |  |                                                  |  |  |                            |  |
|                                                             |                             | Contessa Leopoldina von Sternberg             | Conte Franz Philipp di Sternberg                        |  |  |       |  |  |                                                  |  |  |                            |  |
|                                                             |                             | Contessa Leopoldina von Sternberg             | Contessa Leopoldina di Starhemberg                      |  |  |       |  |  |                                                  |  |  |                            |  |
| Principe Francesco di Paola del Liechtenstein               |                             | Contessa Leopoldina von Sternberg             |                                                         |  |  |       |  |  |                                                  |  |  |                            |  |
|                                                             |                             | Joachim Egon, Langravio di Fürstenberg-Weitra | Ludwig August Egon, Langravio di Fürstenberg-Weitra     |  |  |       |  |  |                                                  |  |  |                            |  |
|                                                             |                             | Joachim Egon, Langravio di Fürstenberg-Weitra | Ludwig August Egon, Langravio di Fürstenberg-Weitra     |  |  |       |  |  |                                                  |  |  |                            |  |
|                                                             |                             | Joachim Egon, Langravio di Fürstenberg-Weitra | Contessa Maria Anna Fugger zu Kirchberg und Weissenhorn |  |  |       |  |  |                                                  |  |  |                            |  |
| Langravia Giuseppa di Fürstenberg-Weitra                    |                             | Joachim Egon, Langravio di Fürstenberg-Weitra |                                                         |  |  |       |  |  |                                                  |  |  |                            |  |
|                                                             |                             | Contessa Sophia zu Oettingen-Wallerstein      | Philipp Karl, Conte di Oettingen-Wallerstein            |  |  |       |  |  |                                                  |  |  |                            |  |
|                                                             |                             | Contessa Sophia zu Oettingen-Wallerstein      | Philipp Karl, Conte di Oettingen-Wallerstein            |  |  |       |  |  |                                                  |  |  |                            |  |
|                                                             |                             | Contessa Sophia zu Oettingen-Wallerstein      | Contessa Charlotte Juliana von Oettingen-Baldern        |  |  |       |  |  |                                                  |  |  |                            |  |
| Principe Aloisio Francesco di Paola Maria del Liechtenstein |                             | Contessa Sophia zu Oettingen-Wallerstein      |                                                         |  |  |       |  |  |                                                  |  |  |                            |  |
|                                                             | Conte Jan Nepomucen Potocki | Conta Józef Potocki                           |                                                         |  |  |       |  |  |                                                  |  |  |                            |  |
|                                                             | Conte Jan Nepomucen Potocki | Conta Józef Potocki                           |                                                         |  |  |       |  |  |                                                  |  |  |                            |  |
|                                                             | Conte Jan Nepomucen Potocki | Principessa Anna Teresa Ossolińska            |                                                         |  |  |       |  |  |                                                  |  |  |                            |  |
| Conte Alfred Wojciech Potocki                               | Conte Jan Nepomucen Potocki |                                               |                                                         |  |  |       |  |  |                                                  |  |  |                            |  |
|                                                             |                             | Principessa Julia Lubomirska                  | Principe Stanisław Lubomirski                           |  |  |       |  |  |                                                  |  |  |                            |  |
|                                                             |                             | Principessa Julia Lubomirska                  | Principe Stanisław Lubomirski                           |  |  |       |  |  |                                                  |  |  |                            |  |
|                                                             |                             | Principessa Julia Lubomirska                  | Principessa Izabela Czartoryska                         |  |  |       |  |  |                                                  |  |  |                            |  |
| Contessa Julia Potocka                                      |                             | Principessa Julia Lubomirska                  |                                                         |  |  |       |  |  |                                                  |  |  |                            |  |
|                                                             |                             | Principe Józef Klemens Czartoryski            | Principe Stanisław Kostka Czartoryski                   |  |  |       |  |  |                                                  |  |  |                            |  |
|                                                             |                             | Principe Józef Klemens Czartoryski            | Principe Stanisław Kostka Czartoryski                   |  |  |       |  |  |                                                  |  |  |                            |  |
|                                                             |                             | Principe Józef Klemens Czartoryski            | Anna Józefa Rybińska                                    |  |  |       |  |  |                                                  |  |  |                            |  |
| Principessa Józefina Czartoryska                            |                             | Principe Józef Klemens Czartoryski            |                                                         |  |  |       |  |  |                                                  |  |  |                            |  |
|                                                             |                             | Principessa Dorota Barbara Jabłonowska        | Principe Antoni Barnaba Jabłonowski                     |  |  |       |  |  |                                                  |  |  |                            |  |
|                                                             |                             | Principessa Dorota Barbara Jabłonowska        | Principe Antoni Barnaba Jabłonowski                     |  |  |       |  |  |                                                  |  |  |                            |  |
|                                                             |                             | Principessa Dorota Barbara Jabłonowska        | Principessa Anna Lubartowicz-Sanguszkówna               |  |  |       |  |  |                                                  |  |  |                            |  |
|                                                             |                             | Principessa Dorota Barbara Jabłonowska        |                                                         |  |  |       |  |  |                                                  |  |  |                            |  |

## Opere
- Über Interessenvertretung im Staat, 1877 (Advocacy and the State)
- Die soziale Frage, 1877 (The Social Question)
- Österreich-Ungarns äußere Politik, 1916 (Austria-Hungary's Foreign Policy)
- Österreichs neue politische Organisation, 1916 (Austria's New Political Organisation)

- Numerous journal articles, particularly Das Neue Reich (1918-1920)